# FC Progresul Boekarest
FC Progresul Boekarest is een Roemeense voetbalclub uit de hoofdstad Boekarest.
De club werd in 1944 opgericht en onderging al vele naamsveranderingen (zie onder). Progresul leefde altijd in de schaduw van de grote 3 clubs uit Boekarest (Dinamo, Rapid en Steaua). In 1955 speelde de club voor het eerst in de hoogste klasse. De laatste jaren trad de club meer en meer uit de schaduw van de grote 3 en slaagde er in 1996, 1997 en 2002 in vicekampioen te worden. In 2007 degradeerde de club verrassend. Door financiële problemen werd de club in 2009 uit de tweede klasse gezet en opgeheven.
In 2014 werd AFC Progresul Spartac Boekarest opgericht, door aanhangers van de club, maar deze club claimt niet de historie van Progresul. 

## Erelijst
- Beker
  - Winnaar: 1960
  - Finalist: 1958, 1997, 2003

## Naamsveranderingen
- 1944 : opgericht als Socec Lafayette Boekarest
- 1948 : Grafica Monetaria Boekarest
- 1950 : Spartac Boekarest
- 1954 : Progresul Finanțe-Bănci Boekarest
- 1956 : Progresul Boekarest
- 1977 : fusie met Vulcan Boekarest → CS Progresul Vulcan Boekarest
- 1987 : Progresul Vointa Boekarest
- 1989 : Progresul Soimii I.M.U.C.
- 1991 : FC Progresul BNR Boekarest
- 1994 : FC Național Boekarest
- 2007 : FC Progresul Boekarest

## Europese wedstrijden

### Progresul Boekarest
Uitslagen vanuit gezichtspunt FC Progresul
| Seizoen | Competitie   | Ronde | Land              | Club       | Totaalscore | 1e W    | 2e W    | PUC |
| ------- | ------------ | ----- | ----------------- | ---------- | ----------- | ------- | ------- | --- |
| 1961/62 | Europacup II | 1/8   | Vlag van Portugal | Leixões SC | 1-2         | 1-1 (U) | 0-1 (T) | 1.0 |

### Național Boekarest
Uitslagen vanuit gezichtspunt Național
| Seizoen | Competitie    | Ronde | Land                          | Club                 | Totaalscore | 1e W    | 2e W    | PUC |
| ------- | ------------- | ----- | ----------------------------- | -------------------- | ----------- | ------- | ------- | --- |
| 1996/97 | UEFA Cup      | 2Q    | Vlag van Servië en Montenegro | FK Partizan          | 1-0         | 0-0 (U) | 1-0 (T) | 7.0 |
|         |               | 1R    | Vlag van Oekraïne             | Tsjornomorets Odessa | 2-0         | 0-0 (U) | 2-0 (T) | 7.0 |
|         |               | 2R    | Vlag van België               | Club Brugge          | 1-3         | 0-2 (U) | 1-1 (T) | 7.0 |
| 1997/98 | Europacup II  | Q     | Vlag van Wales                | Cwmbran Town         | 12-2        | 5-2 (U) | 7-0 (T) | 4.0 |
|         |               | 1R    | Vlag van Turkije              | Kocaelispor          | 0-3         | 0-2 (U) | 0-1 (T) | 4.0 |
| 1998    | Intertoto Cup | 1R    | Vlag van Israël               | Hapoel Haifa         | 5-2         | 3-1 (T) | 2-1 (U) | 0.0 |
|         |               | 2R    | Vlag van Griekenland          | Iraklis Saloniki     | 4-3         | 1-3 (U) | 3-0 (T) | 0.0 |
|         |               | 3R    | Vlag van Italië               | Bologna FC 1909      | 3-3 u       | 0-2 (U) | 3-1 (T) | 0.0 |
| 2002/03 | UEFA Cup      | Q     | Vlag van Albanië              | SK Tirana            | 3-2         | 1-0 (U) | 2-2 (T) | 3.5 |
|         |               | 1R    | Vlag van Nederland            | SC Heerenveen        | 3-2         | 3-0 (T) | 0-2 (U) | 3.5 |
|         |               | 2R    | Vlag van Frankrijk            | Paris Saint-Germain  | 0-3         | 0-2 (T) | 0-1 (U) | 3.5 |

Totaal aantal punten voor UEFA coëfficiënten: 15.5

## Bekende spelers
- Cristian Săpunaru
- Ovidiu Burcă
- Cosmin Olăroiu
- Alin Stoica
- Dorel Zegrean
- Jonathan McKain
- Michael Thwaite
- Egon Wisniowski
- Wayne Srhoj
- Ryan Griffiths
- Abiodun Agunbiade
- Slaviša Mitrović
- Alfons Knippenberg

## Bekende trainers
- José Ramón Alexanko
- Walter Zenga
- Cristiano Bergodi
- Roberto Landi